# Agrupació Escolar Catalana
L'Agrupació Escolar Catalana és una associació d'escoles catalanes concertades creada l'any 2005 fruit dels acords entre el Grup d'Acció Escolar Catalana (GAEC) i un nombre d'escoles cooperatives que més tard se'n tornarien a escindir per crear la FeCEC: Federació de Cooperatives d'Ensenyament de Catalunya. L'objectiu principal d'aquesta associació és defensar els interessos de les escoles que en formen part. És una de les cinc patronals de l'ensenyament privat a Catalunya, junt amb l'Associació Professional Serveis Educatius de Catalunya, la Confederació de Centres Autònoms d'Ensenyament de Catalunya, la Federació Catalana de Centres d'Ensenyament i EscolesCoop: Federació de Cooperatives d'Ensenyament de Catalunya.
Va ser una de les entitats signants del Pacte Nacional per a l'Educació a Catalunya l'any 2006.